# Frontón Gros
El Frontón Gros fue un frontón corto de pelota vasca en el que se disputaba habitualmente la modalidad de pelota mano y de pelota a raqueta. Localizado en la localidad de San Sebastián, provincia de Guipúzcoa (España), fue inaugurado el 24 de mayo de 1938 y demolido en 1961.
Fue sede de la primera y de la segunda final del Campeonato Manomanista en 1940 y 1942, de la primera y la tercera final del Campeonato de España de mano parejas en 1941 y 1945, así como de la primera final del Campeonato del Cuatro y Medio en 1953. También albergó la final de la Copa del Generalísimo de baloncesto en 1951.
También hubo partidos de pelota a raqueta, en los que participaron raquetistas profesionales como Eladia Altuna, conocida como Irura.